# József Jacsó
József Jacsó, född 1 juni 1962 i Mezőkövesd, är en ungersk före detta tyngdlyftare.
Jacsó blev olympisk silvermedaljör i 110-kilosklassen i tyngdlyftning vid sommarspelen 1988 i Seoul.